# 帕斯图拉纳
帕斯图拉纳（義大利語：Pasturana），是意大利亚历山德里亚省的一个市镇。总面积5.26平方公里，人口1217人，人口密度231.4人/平方公里（2009年）。ISTAT代码为006127。